# Independent Spirit Awards 1998
Die 13. Verleihung der Independent Spirit Awards fand am 21. März 1998 statt.

## Zusammenfassung
Klarer Sieger bei den Filmen war Robert Duvalls Religionssatire Apostel! (The Apostle), die drei Awards gewann, je einen für den besten Film, den besten Regisseur und den besten Hauptdarsteller. Letztere beiden gingen dabei an Duvall selbst. Bekannte Konkurrenten von Duvall waren Kevin Smiths Komödie Chasing Amy, die zwei Preise gewann, und Paul Thomas Andersons erster Spielfilm Last Exit Reno (Sydney), der fünf Nominierungen, aber keinen Preis erhielt. Atom Egoyan gewann den Preis für den besten ausländischen Film gegen prominente Konkurrenz (zum zweiten Mal Wong Kar-Wai und zum ersten Mal Emir Kusturica).

## Gewinner und Nominierte

### Bester Film
Apostel! (The Apostle) – Regie: Robert Duvall; Produktion: Rob Carliner, Robert Duvall
Chasing Amy – Scott Mosier
Mißbrauchte Liebe (Loved) – Regie: Erin Dignam; Produktion: Philippe Caland, Sean Penn
Ulee’s Gold – Sam Gowan, Peter Saraf
Waiting for Guffman – Karen Murphy

### Bester Debütfilm
Eve’s Bayou – Regie: Kasi Lemmons; Produktion: Caldecot Church, Samuel L. Jackson
The Bible and Gun Club – Daniel J. Harris
In the Company of Men – Regie: Neil LaBute; Produktion: Mark Archer, Stephen Pevner
Last Exit Reno (Sydney) – Regie: Paul Thomas Anderson; Produktion: Robert Jones, John S. Lyons
Star Maps – Miguel Arteta, Matthew Greenfield

### Bester Hauptdarsteller
Robert Duvall – Apostel! (The Apostle)
Philip Baker Hall – Last Exit Reno (Sydney)
Peter Fonda – Ulee’s Gold
Christopher Guest – Waiting for Guffman
John Turturro – Box of Moonlight (Box of Moon Light)

### Beste Hauptdarstellerin
Julie Christie – Liebesflüstern (Afterglow)
Stacy Edwards – In the Company of Men
Alison Folland – All Over Me
Lisa Harrow – Sunday
Robin Wright – Mißbrauchte Liebe (Loved)

### Bester Nebendarsteller
Jason Lee – Chasing Amy
Efrain Figueroa – Star Maps
Samuel L. Jackson – Last Exit Reno (Sydney)
Ajay Naidu – SubUrbia
Roy Scheider – Das Familiengeheimnis (The Myth of Fingerprints)

### Beste Nebendarstellerin
Debbi Morgan – Eve’s Bayou
Farrah Fawcett – Apostel! (The Apostle)
Amy Madigan – Mißbrauchte Liebe (Loved)
Miranda Richardson – Apostel! (The Apostle)
Patricia Richardson – Ulee’s Gold

### Bestes Leinwanddebüt
Aaron Eckhart – In the Company of Men
Tyrone Burton, Eddie Cutanda, Phuong Dong – Squeeze
Lysa Flores – Star Maps
Darling Narita – Bang
Douglas Spain – Star Maps

### Beste Regie
Robert Duvall – Apostel! (The Apostle)
Larry Fessenden – Habit
Victor Nuñez – Ulee’s Gold
Paul Schrader – Touch
Wim Wenders – Am Ende der Gewalt (The End of Violence)

### Bestes Drehbuch
Kevin Smith – Chasing Amy
Robert Duvall – Apostel! (The Apostle)
Christopher Guest, Eugene Levy – Waiting for Guffman
Victor Nuñez – Ulee’s Gold
Paul Schrader – Touch

### Bestes Drehbuchdebüt
Neil LaBute – In the Company of Men
Paul Thomas Anderson – Last Exit Reno (Sydney)
Miguel Arteta – Star Maps
Daniel J. Harris – The Bible and Gun Club
Steven Schwartz – Sterben und erben (Critical Care)

### Beste Kamera
Declan Quinn – Kama Sutra:A Tale of Love
Michael F. Barrow, John Foster – Sunday
Frank G. DeMarco – Habit
Robert Elswit – Last Exit Reno (Sydney)
Alex Vendler – The Bible and Gun Club

### Producers Award
Scott Macauley, Robin O’Hara – Habit
Margot Bridger – The Delta
Lisa Onodera – Das Geheimnis der Braut (Picture Bride)
Richard Raddon – Shooting Lily
Susan A. Stover – Habit

### Truer Than Fiction Award
Danielle Gardner – Soul in the Hole; Errol Morris – Schnell, billig und außer Kontrolle (Fast, Cheap & Out of Control)
Michèle Ohayon – Colors Straight Up

### Bester ausländischer Film
Das süße Jenseits (The Sweet Hereafter) – Atom Egoyan
Eine ganz heiße Nummer (Boca a boca) – Manuel Gómez Pereira
Happy Together (Chun gwong cha sit) – Wong Kar-Wei
Nénette et Boni – Claire Denis
Underground – Emir Kusturica

### Someone to Watch Award
Scott Saunders – The Headhunter’s Sister
Tim Blake Nelson – Das Auge Gottes (Eye of God)
Erin Dignam – Mißbrauchte Liebe (Loved)